# Европейский маршрут E52
Европейский маршрут Е52 — европейский автомобильный маршрут категории А в Центральной Европе, соединяющий Страсбург (Франция) и Зальцбург (Австрия).
Почти весь маршрут расположен на территории Германии, так как Страсбург и Зальцбург находятся недалеко от границ с Германией.

## Города, через которые проходит маршрут
- Франция: Страсбург —
- Германия: Аппенвайер — Карлсруэ — Штутгарт — Ульм — Мюнхен — Розенхайм —
- Австрия: Зальцбург

Е52 связан с маршрутами
| - E25 - E35 - E41 - E43 |  | - E45 - E53 - E55 |

## Фотографии
- E52/A8 возле Карлсруэ
- Мост между Мюнхеном и Розенхаймом